# Буханцев, Кирилл Иванович
Кирилл Иванович Буханцев (17 июля 1919, Лебединовка, Туркестанская АССР — 23 сентября 1984, Фрунзе, СССР) — помощник командира взвода 681-го стрелкового полка 133-й стрелковой дивизии, старшина — на момент представления к награждению орденом Славы 1-й степени.

## Биография
Родился 17 июля 1919 года в селе Лебединовка (ныне — Аламудунского района Чуйской области). Работал в колхозе, затем в промартели.
В 1939 году был призван в Красную Армию Аламудунским райвоенкоматом. Начало Великой Отечественной войны застало Буханцева на кадровой службе в городе Ашхабаде. Боевое крещение получил под Ельней в июле 1941 года. Воевал на Западном, Юго-Западном, 1-м и 2-м Украинских фронтах. Был дважды ранен, но всегда возвращался в строй. Член ВКП(б) с 1944 года, выполнял обязанности парторга роты. К началу 1945 года воевал помощником командира взвода 681-го стрелкового полка 133-й стрелковой дивизии.
6 февраля 1945 года в бою в районе населенного пункта Митровица сержант Буханцев скрытно подполз к вражескому окопу, гранатами забросал пулемёт противника, уничтожив его расчет.
Приказом от 23 февраля 1945 года сержант Буханцев Кирилл Иванович награждён орденом Славы 3-й степени.
6 марта 1945 года в бою за населенный пункт Лесковец старшина Буханцев со взводом пробился на его окраину, закрепился и удерживал рубеж до подхода основных сил роты. В бою лично поразил 12 противников.
Приказом от 6 апреля 1945 года старшина Буханцев Кирилл Иванович награждён орденом Славы 2-й степени.
9 апреля 1945 года старшина Буханцев в числе первых переправился через реку Ваг, ворвался со взводом на станцию Мелчице, в бою истребил 14 солдат. 13 апреля в боях по расширению и удержанию плацдарма уничтожил много противников. Был ранен, но остался в строю.
В 1945 году был демобилизован. Вернулся на родину.
Указом Президиума Верховного Совета СССР от 15 мая 1946 года за исключительное мужество, отвагу и бесстрашие, проявленные в боях с вражескими захватчиками, старшина Буханцев Кирилл Иванович награждён орденом Славы 1-й степени. Стал полным кавалером ордена Славы.
Жил в столице Киргизии городе Фрунзе. Более 20 лет работал бригадиром на комбинате бытового обслуживания. Умер 23 сентября 1984 года.
Награждён орденами Отечественной войны 2-й степени, Славы 3-х степеней, медалями, в том числе медалью «За отвагу».